# مادلين جاكوبس
مادلين جاكوبس (بالإنجليزية: Madeleine Jacobs)‏ هي مديرة ورئيسة تحرير أمريكية، ولدت في 11 نوفمبر 1946 في واشنطن العاصمة في الولايات المتحدة.